# Delta Motorsport
Delta Motorsport – brytyjski zespół wyścigowy, założony w 1996 roku. Obecnie zespół startuje w FIA World Endurance Championship oraz 24-godzinnym wyścigu Le Mans. W przeszłości ekipa pojawiała się także w stawce Superleague Formula oraz Grand Prix Masters. Siedziba zespołu znajduje się przy torze Silverstone Circuit.